# Giselbert (Burgund)
Giselbert, auch Gilbert, (* um 900; † 8./16. April 956 in Paris) aus der Familie Vergy war Graf von Chalon, Graf von Autun, Graf von Auxerre und Graf von Troyes sowie von 952 bis 956 Herzog von Burgund.

## Leben
Giselbert war Sohn Manasses I. Graf von Chalon und Graf von Dijon († 918) und dessen Ehefrau Irmengard (Ermengard), die vermutlich eine Tochter des Königs Boso von Vienne aus dessen zweiter Ehe mit Ermengarde von Italien war.
Giselberts Vater war ein loyaler Gefolgsmann Herzogs Richard der Gerichtsherr, dessen Schwiegersohn Giselbert durch seine Ehe mit Richards Tochter Ermengard wurde.
Nachdem Giselberts Schwager Hugo der Schwarze 952 kinderlos verstorben war, übernahm Giselbert die Grafschaften Autun (bereits 941/942) und Troyes. Die offizielle Anerkennung als Herzog durch die Könige Ludwig IV. und Lothar besaß Giselbert allerdings nicht, vielmehr lag die Herzogswürde bei dem Robertiner Hugo Magnus, den er als Lehnsherren anerkennen musste. Giselbert führte lediglich den Titel eines princeps Burgundionum.
Um den Konflikt mit den Robertinern zu beenden, verheiratete Giselbert 955 seine ältere Tochter Liutgard mit Hugos Sohn Otto von Burgund, der im folgenden Jahr Giselberts Nachfolge in Autun und sämtlicher Hoheitsrechte über Burgund antrat. Die Grafschaft Troyes gab Giselbert seiner zweiten Tochter Adelheid als Mitgift für die Ehe mit Robert von Vermandois, welche die Basis für die Grafschaft Champagne bildete.

## Ehen und Nachkommen
Giselbert war verheiratet mit Ermengard (Irmgard) von Burgund, Tochter Herzogs Richard der Gerichtsherr und Schwester Herzogs Hugo der Schwarze, mit der er vermutlich zwei Töchter hatte:
- Adelheid We(r)ra (Adélaide, Adelaidis, Adelais) († 974), Erbin der Grafschaft Troyes

⚭ vor 950 mit Robert von Vermandois (* wohl 910/915; † 19./29. August 967) aus der Familie der Heribertiner, ab 946 Graf von Meaux und ab 956 Graf von Troyes
⚭ um 968 mit Lambert, Graf von Chalon († 22. Februar 978)
- Liutgard (Liégard, Liegardis), Erbin der Grafschaft Autun

⚭ um Ostern 955 mit Otto von Burgund (* wohl 944; † 22./23. Februar 965) aus der Familie der Robertiner, Sohn Herzogs Hugo der Große, 956–965 Herzog von Burgund
| Vorgänger                | Amt                        | Nachfolger            |
| ------------------------ | -------------------------- | --------------------- |
| Hugo der Schwarze        | Herzog von Burgund 952–956 | Otto von Burgund      |
| Richard der Gerichtsherr | Graf von Autun 941/42–956  | —                     |
| Hugo der Schwarze        | Graf von Auxerre           | Otto (Burgund)        |
| Richard                  | Graf von Troyes 941/42–956 | Robert von Vermandois |

| Personendaten    | Personendaten                                           |
| ---------------- | ------------------------------------------------------- |
| NAME             | Giselbert                                               |
| ALTERNATIVNAMEN  | Gilbert                                                 |
| KURZBESCHREIBUNG | Graf von Autun, Herzog von Burgund und Graf von Burgund |
| GEBURTSDATUM     | um 900                                                  |
| STERBEDATUM      | 8. April 956 oder 16. April 956                         |
| STERBEORT        | Paris                                                   |